# Wielkie Oczy (gmina)

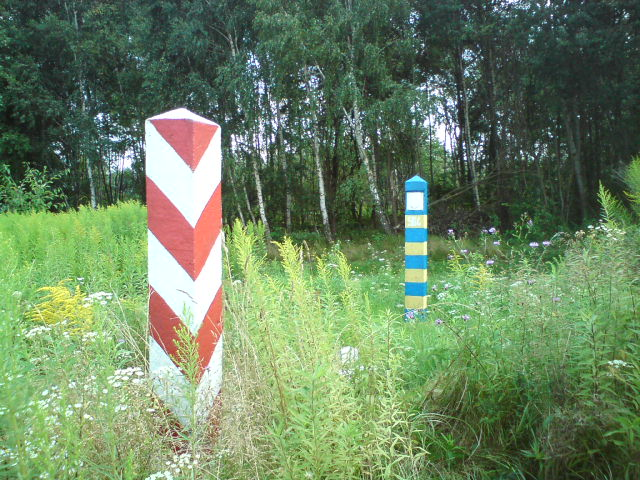
Granica gminy Wielkie Oczy z rejonem jaworowskim na Ukrainie we wsi Żmijowiska

Wielkie Oczy – gmina wiejska w województwie podkarpackim, w powiecie lubaczowskim w pobliżu granicy z Ukrainą.
Za II RP gmina należała do powiatu jaworowskiego w województwie lwowskim. W latach 1975–1998 gmina położona była w województwie przemyskim.
Siedziba gminy to Wielkie Oczy.
Według danych z 31 grudnia 2019 r. liczba mieszkańców gminy wynosiła 3818.

## Historia

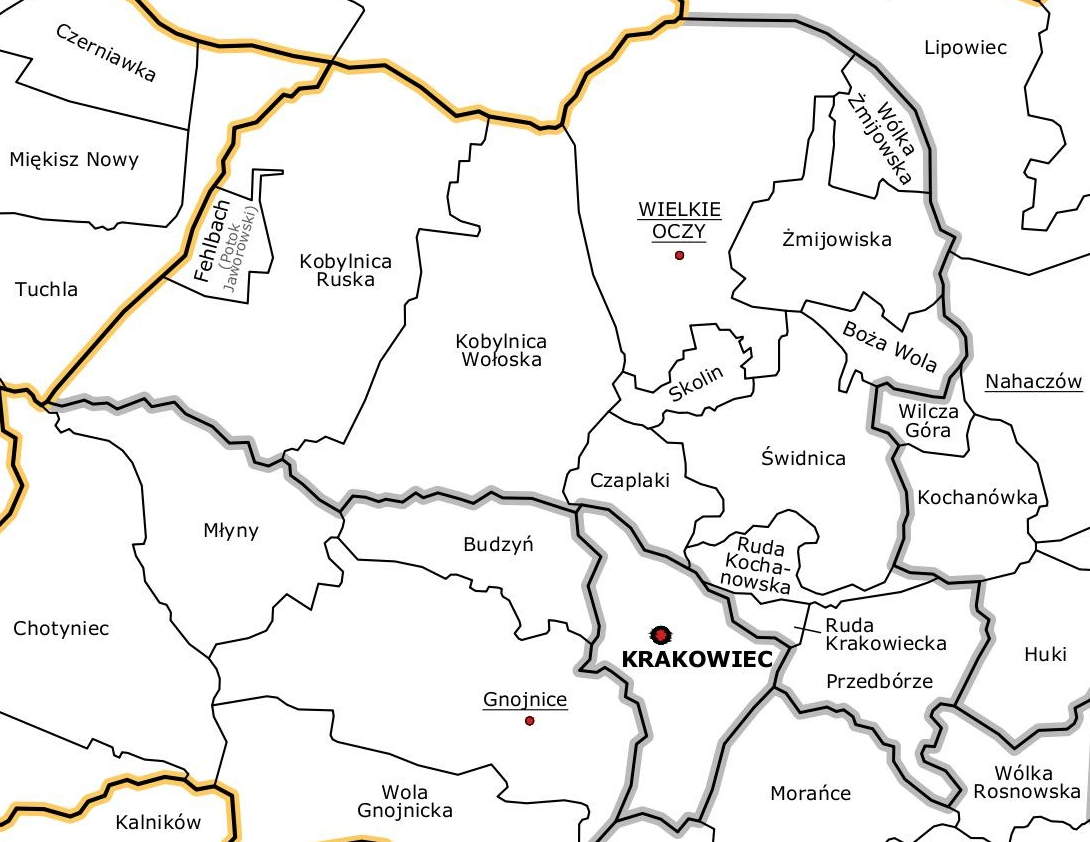
Gmina Wielkie Oczy w 1934 roku

Początkowo Wielkie Oczy stanowiły wiejską gminę jednostkową, której 1 października 1929 r. nadano miejskie uprawnienia finansowe.
1 sierpnia 1934 r. utworzono gminę zbiorową Wielkie Oczy w powiecie jaworowskim województwa lwowskiego II Rzeczypospolitej, w ramach reformy na podstawie ustawy scaleniowej, z dotychczasowych gmin wiejskich: Boża Wola, Czaplaki, Fehlbach, Kobylnica Ruska, Kobylnica Wołoska, Przedbórze, Ruda Kochanowska, Ruda Krakowiecka, Skolin, Świdnica, Wielkie Oczy, Wólka Żmijowska i Żmijowiska.
W latach 1939–1941 zniesiona, będąc okupowana przez ZSRR, gdzie nie funkcjonowały gminy zbiorowe (vide rejon krakowiecki).
W 1941 roku reaktywowana na skutek wojny niemiecko-radzieckiej, po zajęciu obszaru przez władze hitlerowskie. Gmina weszła w skład powiatu lwowskiego (Kreishauptmannschaft Lemberg), należącego do dystryktu Galicja w Generalnym Gubernatorstwie, gdzie została zmodyfikowana. W porównaniu ze stanem sprzed wojny gminę zmniejszono o gromady Czaplaki, Przedbórze, Ruda Krakowiecka i Świdnica na rzecz nowej gminy Krakowiec, jednak zwiększono o gromady Drohomyśl, Kłonice, Lipina, Lipowiec, Nahaczów, Poruby i Wilcza Góra, które przed wojną należały do gminy Nahaczów. Ludność gminy w 1943 roku wynosiła 12.623.
Po II wojnie światowej obszar gminy został przedzielony granicą państwową. Większa część gminy pozostała w Polsce, przez co gmina została utrzymana. Przyłączono ją do powiatu lubaczowskiego w nowo utworzonym woj. rzeszowskim. Wschodnie wsie gminy zostały włączone do Ukraińskiej SRR (Boża Wola, Przedbórze, Ruda Kochanowska, Ruda Krakowiecka i Świdnica).
Gmina została zniesiona 29 września 1954 roku wraz z reformą wprowadzającą gromady w miejsce gmin. Z jej obszaru powstały gromady Kobylnica Wołoska i Wielkie Oczy. Gromada Kobylnica Wołoska należała w latach 1954–61 do krótkotrwałego powiatu radymniańskiego.
Gminę Wielkie Oczy przywrócono 1 stycznia 1973 roku po reaktywowaniu gmin. W jej skład weszło 10 sołectw. W porównaniu ze stanem z 1954 roku gmina powiększyła się o sołectwa Bihale, Łukawiec i Majdan Lipowiecki, należące w latach 1949–54 do gminy Dąbków, a przed 1949 do gminy Lubaczów. Ponadto Majdan Lipowiecki należał w latach 1934–39 do gromady Lipowiec w gminie Nahaczów w powiecie jaworowskim.

## Struktura powierzchni
Według danych z roku 2002 gmina Wielkie Oczy ma obszar 146,49 km², w tym:
- użytki rolne: 44%
- użytki leśne: 45%

Gmina stanowi 11,2% powierzchni powiatu.

## Demografia

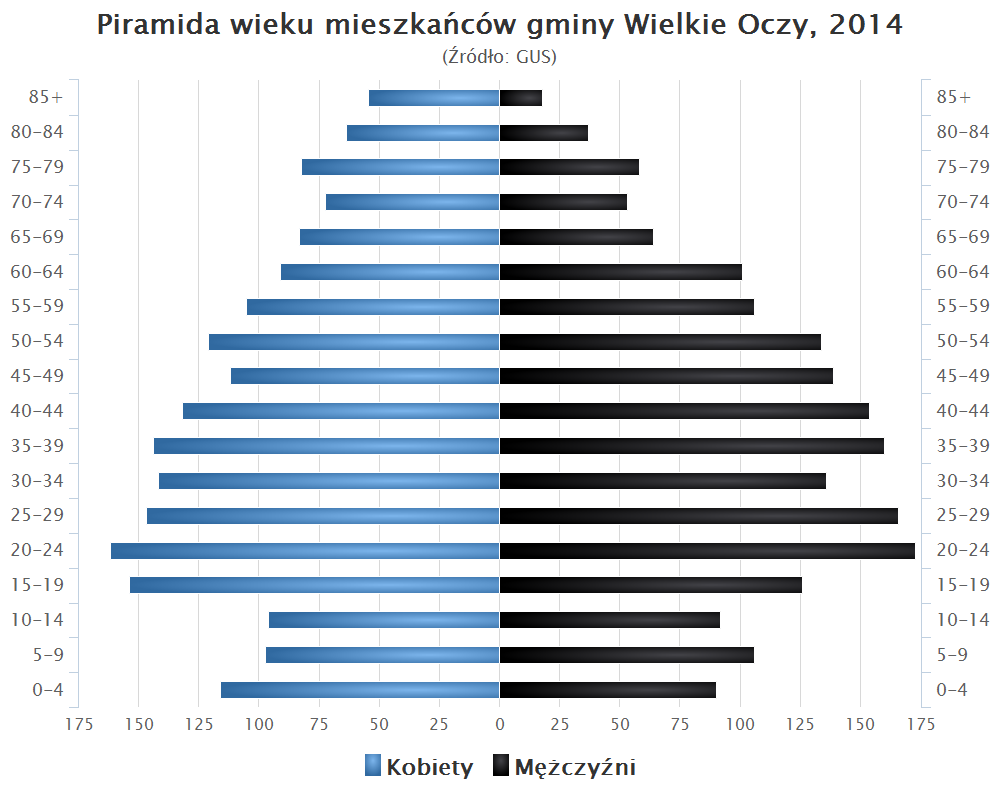
Piramida wieku mieszkańców gminy Wielkie Oczy w 2014 roku

Dane z 31 grudnia 2014:
| Opis                              | Ogółem | Ogółem | Kobiety | Kobiety | Mężczyźni | Mężczyźni |
| --------------------------------- | ------ | ------ | ------- | ------- | --------- | --------- |
| jednostka                         | osób   | %      | osób    | %       | osób      | %         |
| populacja                         | 3886   | 100    | 1973    | 50,8    | 1913      | 49,2      |
| gęstość zaludnienia (mieszk./km²) | 26,7   | 26,7   | 13,6    | 13,6    | 13,1      | 13,1      |

## Sołectwa
Bihale, Kobylnica Ruska, Kobylnica Wołoska, Łukawiec, Majdan Lipowiecki, Potok Jaworowski, Skolin, Wielkie Oczy, Wólka Żmijowska, Żmijowiska.

## Sąsiednie gminy
Laszki (p. jarosławski), Lubaczów, Oleszyce, Radymno. Gmina sąsiaduje z Ukrainą.